# Нефтида
Нефтида е древноегипетска богиня на отвъдното, ражданията и реките. Била омъжена за своя брат Сет – бог на хаоса.
| O9 | t · H8 |

| O9 | t · H8 |

В египетското изкуство косата ѝ наподобява платно за покриване на трупове. Нефтида е изобразявана с кошница или къща на главата, а понякога е изобразявана като птица.
Нефтида е пазителка на един от четирите канопи, които съдържат вътрешностите на покойника: тя е пазителка на съда с глава на маймуна, който съхранява дробовете. Нефтида е майка на Анубис-бог-балсаматор а също така Анубис е и бог на мъртвите. За майка на Анубис се е смятала и Хесат или небесната крава, даряваща хората със свещена течност, наречена „бирата на Хазет“ (Хасет). Нефтида криела новородения Анубис от съпруга си Сет в блатата при делтата на Нил. Богинята-майка Изида намерила младия бог и го възпитала.